# Itobi
Itobi este un oraș în São Paulo (SP), Brazilia.